# 多夫泰亞納鄉

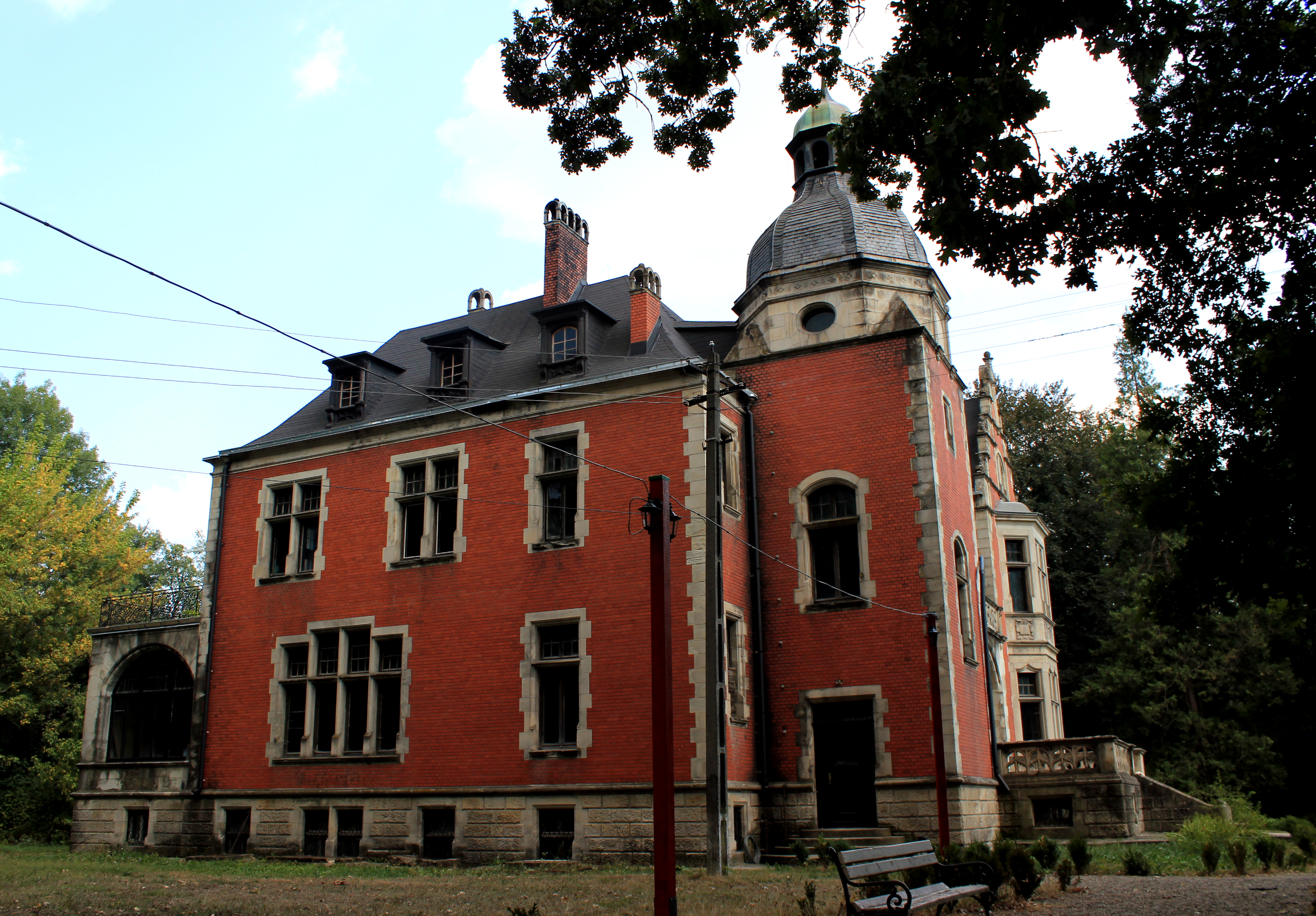

46°19′N 26°31′E / 46.317°N 26.517°E
多夫泰亞納鄉（羅馬尼亞語：Comuna Dofteana, Bacău），是羅馬尼亞的鄉份，位於該國東北部，由巴克烏縣負責管轄，面積174平方公里，海拔高度325米，2007年人口11,201，人口密度每平方公里64人。